# The Rolling Stones (album)
 For alternative betydninger, se The Rolling Stones (flertydig). (Se også artikler, som begynder med The Rolling Stones)
The Rolling Stones er debutalbummet fra The Rolling Stones og blev udgivet i England i maj 1964 og den efterfølgende måned i USA som England's Newest Hit Makers.
Indspilningerne forgik i januar og februar måned 1964. The Rolling Stones, der blev produceret under den daværende manager Andrew Loog Oldham og Eric Easton, fulgte efter to singler udgivet i 1963, "Come On" og "I Wanna Be Your Man". Deres tredje single, "Not Fade Away", blev udgivet og kom på England's Newest Hit i stedet for "I Need You Baby (Mona)". The Rolling Stones blev oprindeligt udgivet af pladeselskabet Decca i England og i USA på pladeselskabet London Records.
Mick Jagger og Keith Richard (der ikke brugte s i sit navn før 1978) var meget nye i sangskrivningenskunsten i begyndelsen af 1964 og bidrog kun med en enkelt sang til albummet, "Tell Me (You're Coming Back)". Dog blev et par af sangene krediteret som Nanker Phelge, der var et pseudonym for bandet. Størstedelen af albummets numre er i genren Rhythm and blues, der på daværende tidspunkt var mere Rock 'n' Roll og bluesinspireret.
Albummet blev et af de bedst sælgende i 1964 i England, hvor det var nummer ét i 12 uger, mens det i USA som England's Newest Hitmakers opnåede en plads som nr. 11 på albumhitlisterne.

## Spor

### Udgivelsen i England

#### A-side
1. "Route 66" (Bobby Troup) – 2:20
2. "I Just Want to Make Love to You" (Willie Dixon) – 2:17
3. "Honest I Do" (Jimmy Reed) – 2:09
4. "I Need You Baby (Mona)" (Bo Diddley) – 3:33
  - Blev taget af den amerikanske version, England's Newest Hitmakers, til fordel for ”Not Fade Away.
5. "Now I've Got a Witness” (Like Uncle Phil and Uncle Gene)" (Naker Phelge) – 2:29
  - “Uncle Phil” og “Uncle Gene” henviser til Phil Spector og Gene Pitney, der begge bidrager under ”Naker Phelge”, som var et pseudonym for The Rolling Stones i perioden 1963 – 1965.
6. "Little by Little" (Nanker Phelge, Phil Spector) – 2:39

#### B-side
1. "I'm a King Bee" (James Moore) – 2:35
2. "Carol" (Chuck Berry) – 2:33
3. "Tell Me (You're Coming Back)" (Mick Jagger, Keith Richards) – 4:05
  -  Dette var den første Rolling Stones sang skrevet af Mick Jagger og Keith Richards.
4. "Can I Get a Witness" – 2:55
5. "You Can Make It if You Try" (Ted Jarrett) – 2:01
6. "Walking the Dog" (Rufus Thomas) – 3:10

### Udgivelsen i USA

#### A-side
1. "Not Fade Away" (Buddy Holly, Norman Petty) – 1:48
  - Erstattede "I Need You Baby (Mona)" fra det engelske album.
2. "Route 66" (Bobby Troup) – 2:20
3. "I Just Want to Make Love to You" (Willie Dixon) – 2:17
4. "Honest I Do" (Jimmy Reed) – 2:09
5. "Now I've Got a Witness (Like Uncle Phil and Uncle Gene)" – 2:29
6. "Little by Little" (Nanker Phelge, Phil Spector) – 2:39

#### B-side
1. "I'm a King Bee" (James Moore) – 2:35
2. "Carol" (Chuck Berry) – 2:33
3. "Tell Me (You're Coming Back)" (Mick Jagger, Keith Richards) – 4:05
4. "Can I Get a Witness" (Brian Holland, Lamont Dozier, Eddie Holland) – 2:55
5. "You Can Make It if You Try" (Ted Jarrett) – 2:01
6. "Walking the Dog" " (Rufus Thomas) – 3:10

## Musikere
- Mick Jagger – Sang, Mundharmonika, Tamburin
- Keith Richards – Elektrisk guitar, Guitar, Akustisk guitar, Kor
- Brian Jones – Elektrisk guitar, Kor, Mundharmonika, Tamburin, Guitar, Fløjte, Slide guitar
- Charlie Watts – Trommer
- Bill Wyman – Bass, Kor
- Gene Pitney – Klaver
- Phil Spector – Guitar, Maraca
- Ian Stewart – Orgel, Klaver